# Kastell Caister-on-Sea

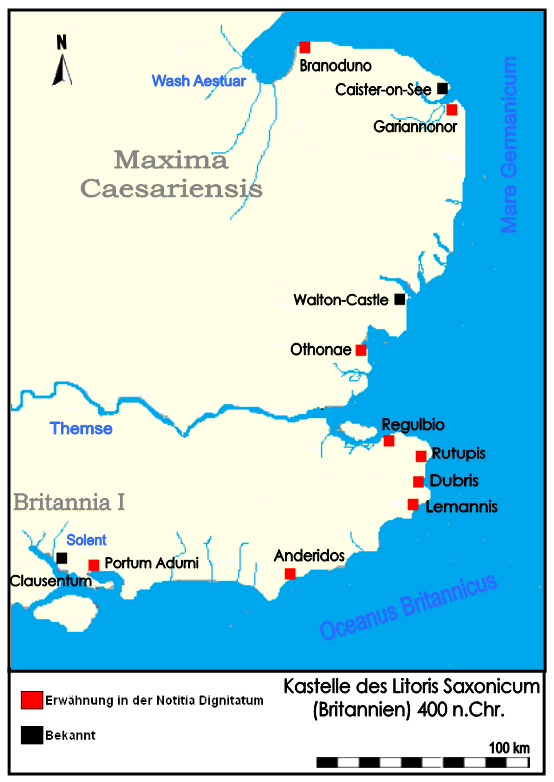
Die Sachsenküstenkastelle um 400 n. Chr.

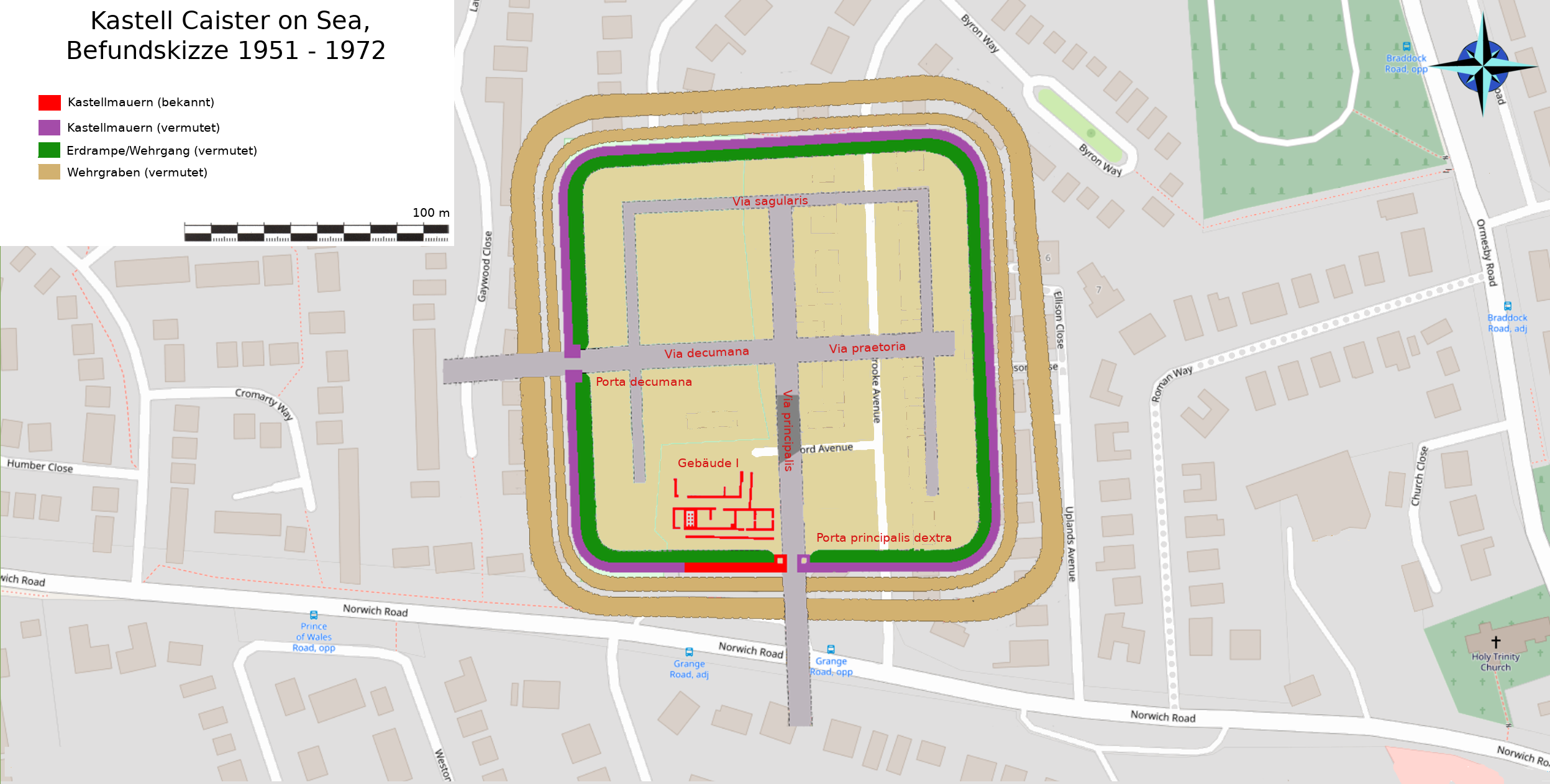
Befunde 1951–1972

Rekonstruktionsversuch des Südtores

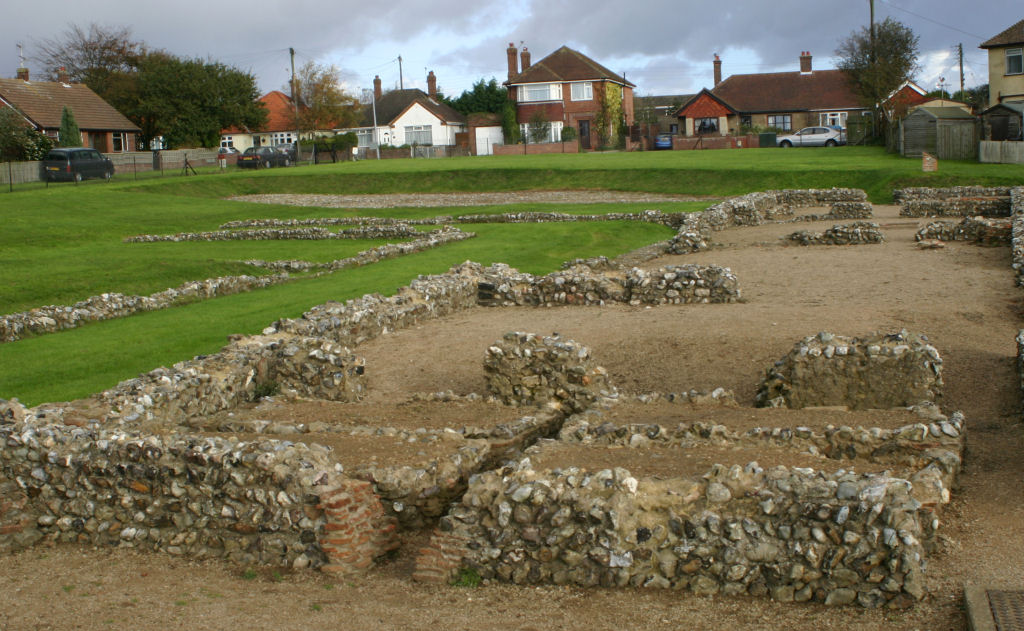
Überreste des Gebäudes 1

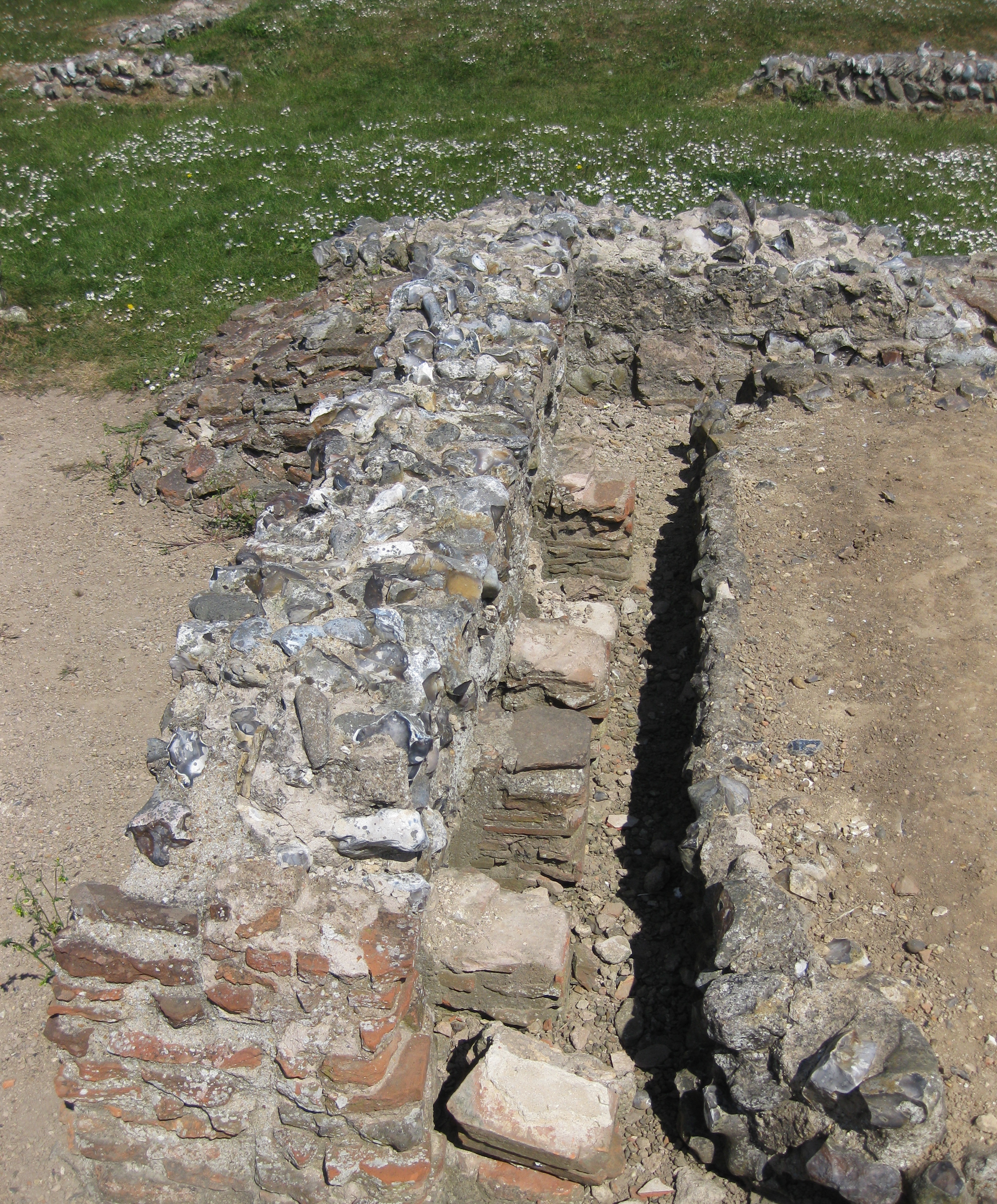
Reste der Hypokaustenheizung von Gebäude 1

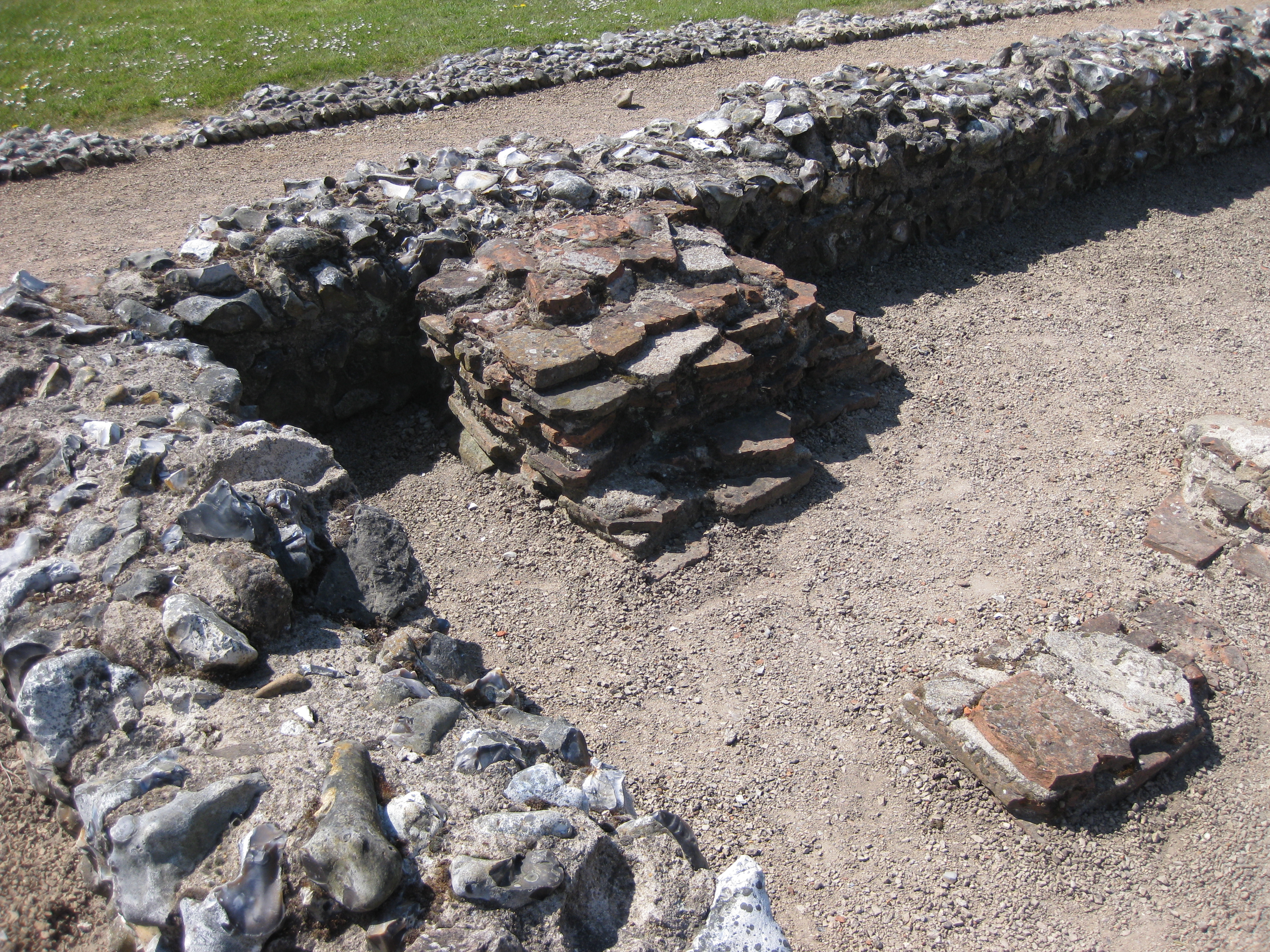
Detailansicht Mauerwerk

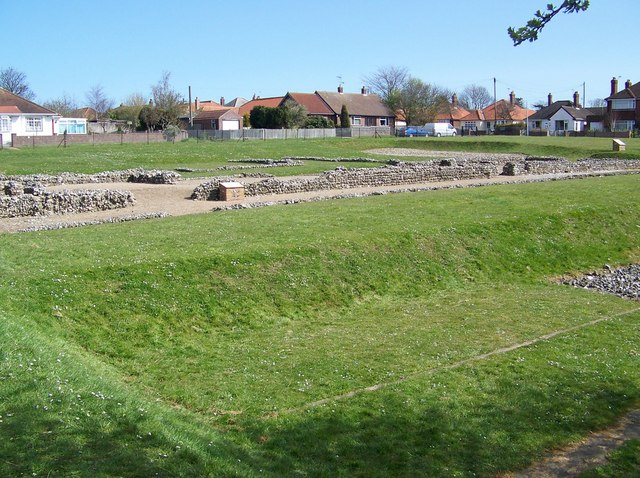
Ansicht des Wehrgrabens und der SO-Ecke, Blick nach NW

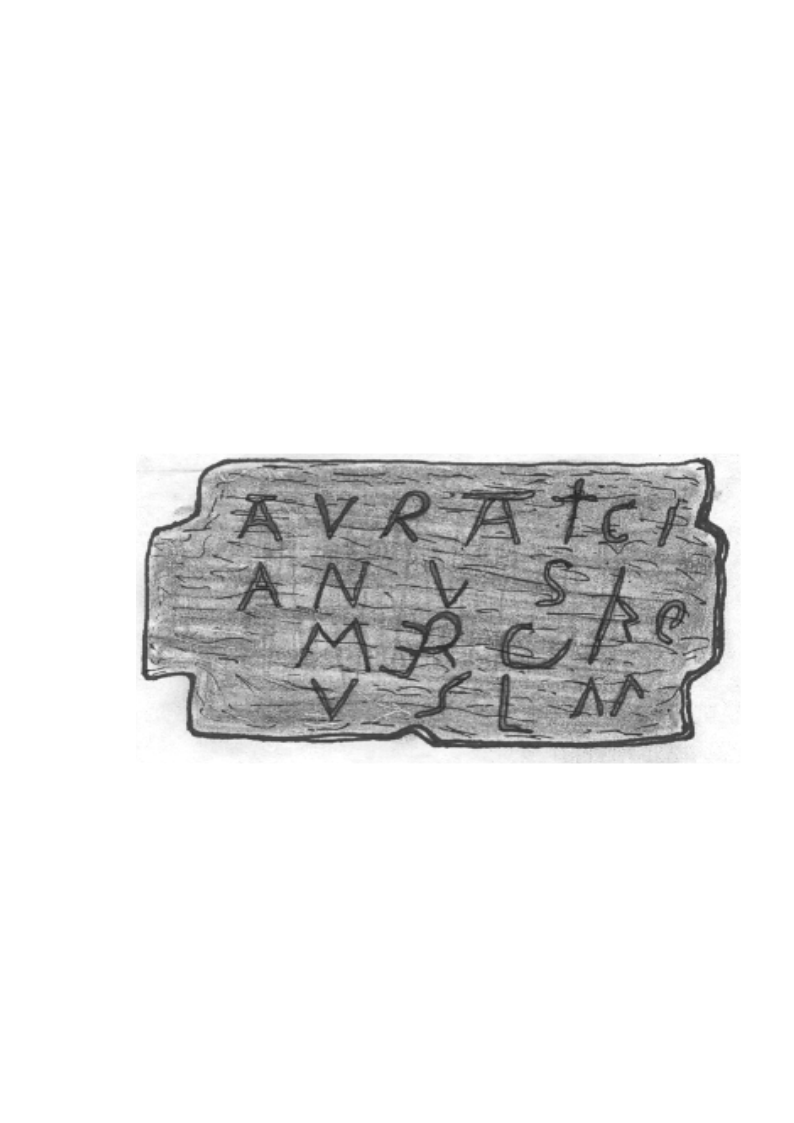
Skizze d. Votivtafel des Aurelius Atticianus

Kastell Caister-on-Sea war ein Bestandteil des Limes an der britischen „Sachsenküste“ (SK), in der heutigen Grafschaft (County) Norfolk, District Great Yarmouth, Gemeinde (Parish) Caister-on-Sea in England.
Sein Areal ist heute zu 90 % überbaut. Ein kleiner Abschnitt an der Südmauer wurde konserviert und für Besucher zugänglich gemacht. Das Kastell und auch das benachbarte Lager bei Burgh Castle sind dennoch für die Wissenschaft – in Bezug auf die Geschichte und Entwicklung der römischen Küstenverteidigung im südöstlichen Britannien – von besonderem Interesse. Ihre militärische Funktion wurde wahrscheinlich im Laufe der Zeit mehrmals verändert bzw. musste immer wieder den jeweiligen Bedrohungen durch Invasoren, Piraten und Plünderer angepasst werden. Da das Lager von Caister im 7. Jahrhundert wahrscheinlich zu einem Kloster ausgebaut wurde, kommt dem Bodendenkmal in puncto nachmilitärischer Nutzung eine zusätzliche Bedeutung zu.

## Name und Lage
Der heutige Ortsname leitet sich vermutlich vom lateinischen castra (Kastell) ab.
Die Ausgrabungsstelle erstreckt sich entlang der Nordseite der Norwich Road (A 1064), am südöstlichen Rand der Insel Flegg, das ist etwa 950 Meter östlich der heutigen und nördlich etwa 335 Meter von der antiken Küstenlinie entfernt. Die römische Festung stand ursprünglich noch auf einer kleinen Halbinsel, auf der Nordseite begrenzt von einer zwölf Kilometer breiten Bucht, von wo aus die Flüsse Ant, Bure, Yare und Waveney in den Ärmelkanal mündeten. Hier hat sich die Küstenlinie seit der Römerzeit stark verschoben. Speziell die Mündung des Yare reichte im Altertum noch weit ins Festland hinein. Die Flüsse waren damit auch wichtige Transportrouten, die in das Innere von East Anglia, wo die meisten der Kelto-Romanen in kleinen Städten, Dörfern und auf Bauernhöfen lebten, führten. Ein größeres Siedlungszentrum war das römische Caistor-by-Norwich, etwa 34 Kilometer von Caister-on-Sea entfernt. Die Bucht ist heute zum größten Teil verlandet. In der Antike stand das Kastell noch direkt an der Küste, etwa fünf Kilometer nördlich vom heutigen Great Yarmouth entfernt. Wo heute die Stadt liegt, war damals noch die offene See.

## Forschungsgeschichte
Im 17. Jahrhundert berichtete Henry Spelman in seiner Geschichte von Norfolk, dass das Kastell zu dieser Zeit größtenteils noch stand. Vermutlich waren seine Ruinen noch bis ca. 1620 oberirdisch sichtbar. Sie wurden dann aber bis zum ersten Viertel des 18. Jahrhunderts vollständig abgebrochen. Schon vor den ersten wissenschaftlichen Untersuchungen wurden immer wieder einzelne römische Artefakte geborgen (Keramik, Münzen). Am 7. März 1936, fanden Arbeiter in einem Graben 60 römische Münzen, die anschließend in das British Museum in London überführt wurden. Die nur leicht abgenutzten Münzen wurden in den Prägestätten von Lyon, Arles und Trier, zwischen 330 und 337, geprägt. Die Schlussmünze stammt aus der Regierungszeit von Konstantin I. Wahrscheinlich kam der Hort zu dieser Zeit – oder zumindest nicht viel später – in den Boden. Es existiert auch ein Bericht von einem Hortfund auf einer Baustelle, dessen Münzen aus der Zeit von Victorinus, Allectus, Diocletian, Konstantin II und Constantius II stammten.
Das Wissen über die Ausmaße des Kastells und einige seiner Konstruktionsmerkmale basiert auf Erkenntnissen, die bei den Ausgrabungen zwischen 1951 und 1972, teils auch durch Beobachtungen bei Bauarbeiten, gewonnen werden konnten. Der südwestliche Teil des Lagerareals wurde zwischen den Jahren 1951 und 1953 vom Archäologen Charles Green ausgegraben. Green hielt das Kastell noch für die Überreste einer römischen Zivilstadt. Er fand hierbei auch Beweise für die Zusammensetzung der Ernährung seiner Bewohner. Die Grabung wurde später auf die Norwich Road erweitert, wo Spuren sächsischer Siedlungstätigkeit innerhalb und außerhalb des römischen Lagers, zusammen mit einigen sächsischen Gräbern, beobachtet werden konnten. Die archäologischen Ausgrabungen zwischen den Jahren 1960 bis 1962, wurden durch das Ministerium für Öffentliche Arbeiten finanziert. Untersucht wurde dabei das Areal an der Brooke Avenue und einer Neubausiedlung (ca. zehn Hektar) nördlich der Norwich Road. Hierbei wurden vor allem die Befestigungen im Nordwesten des Lagers freigelegt. Bei den Untersuchungen wurden insgesamt sechs Suchgräben ausgehoben. Zwei Gräben wurden in der Süd-Ost-Ecke des Kastells, zwei in der Nord-Ost-Ecke, und zwei in der Nord-West-Ecke angelegt. Der größte Teil der Süd-West-Ecke lag unter der Norwich Road. Die Mauerreste befanden sich in einer Tiefe von 1,5 m. Dabei konnten Reste der Innenbebauung, Teile des Südtores bzw. der Südmauer, der fast vollständige Westabschnitt und die Lagerhauptstraße untersucht werden. Eine Freilegung des gesamten Kastellareals war aufgrund moderner Überbauung nicht möglich. 1963 war man immer noch der Meinung, dass es sich um die Reste einer Stadt handelte, obwohl die Mauerkonstruktion eine große Ähnlichkeit mit den Kastellen von Brancaster und Reculver aufwiesen. Sichtbar sind heute noch die konservierten Reste von Teilen der Fundamente des Gebäudes 1, des Südwalls und des Südtores. Im Nordosten ist noch das Kopfsteinpflaster einer der Lagerhauptstraßen die aus dem Nordtor hinausläuft, zu erkennen.

## Fundspektrum
Die antiken Funde aus Caister vermittelten einen guten Einblick in das Leben und den Handelsverbindungen zwischen dem Kastell, seinem Vicus und dem übrigen römischen Reich. Einige der gefundenen Objekte, wie z. B. die Münzen, zeugen von einem gewissen Wohlstand seiner Bewohner. Sie beinhalteten u. a. sieben kleinere Horte römischer Münzen aus der Mitte des 4. Jahrhunderts sowie Flechtwerk mit Lehmbewurf von den Gebäuden des Kastells, Keramikscherben, Glas sowie Fragmente eines Zinngeschirrs. Die Keramik beinhaltete auch Reste von Terra Sigillata, eine orange-rote Feinkeramik aus Gallien, und große Lager- und Transportgefäße (Amphoren) für aus dem Mittelmeerraum exportierten Wein und Olivenöl. Die Überreste von persönlichen Schmuckgegenständen wie z. B. Broschen, Perlen, Armbänder, Halsketten, Ringe und Haarnadeln lassen annehmen, dass auch Frauen und Kinder zeitweise im Kastell lebten. Vermutlich waren sie Angehörige von Soldatenfamilien. An Militaria wurden Teile von Ausrüstungsgegenständen und Waffen wie Speerspitzen, Pfeilspitzen, Fragmente eines Reiterhelms und Gürtelschnallen entdeckt. Hinweise auf die Nahrungspalette der hier lebenden Menschen gaben Reste von verkohlten Getreide, Fischgräten, über 10.000 Austernschalen, Knochen von Kühen, Hasen, Füchsen, Dachsen und Enten.

## Entwicklung und Funktion
120 Jahre nach ihrer Invasion, 55 n. Chr., wurde von den Römern in Caister-on-See eine erste Befestigung errichtet. Sie bestand aus einer hölzernen Palisade mit vorgelagerten Graben. Die Verteidigungsgräben wurden unter Septimius Severus, um 196–197, saniert. Die Wälle schützten vermutlich eine römische Stadt, möglicherweise die auf der Tabula Peutingeriana verzeichnete Stadt Sitomagus. Man weiß heute nicht mehr, wo genau sie lag, möglicherweise wurden ihre Reste längst vom Meer überspült. Das Kastell wurde allen Anschein nach um 200 n. Chr. errichtet und war bis in die Jahre zwischen 370 und 390 vom Militär besetzt. Vermutlich war es eines der ersten, das an der Sachsenküste errichtet wurde. Die Festung schützte die Flussmündungen und eine kleine Hafenstadt, die wohl gegen Mitte des 2. Jahrhunderts gegründet wurde. Nach 260 erbauten die Römer auf der gegenüberliegenden Seite der Mündungsbucht bei Burgh Castle ein weiteres Kastell, Gariannonum. Die beiden Festungen überwachten nun gemeinsam den Schifffahrtsverkehr in der Bucht und dienten als Basen für Militäroperationen zur Küstenverteidigung. Ab dem 4. Jahrhundert mussten ihre Besatzungen verstärkt Angelsachsen und Jüten aus Nord-West-Europa abwehren. Diese versuchten immer wieder mit ihren Schiffen unbemerkt an der Küste zu landen, um lokale Siedlungen zu plündern oder sich auch dauerhaft in Britannien anzusiedeln. Nach Abzug der Römer besetzten die Angelsachsen die Region und errichteten im Zentrum des Lagers eine kleine Siedlung, etwas südlich konnten auch Spuren eines größeren angelsächsischen Gräberfeldes ausgemacht werden. Im Jahr 633 wurde die Festung von König Sigebert an dem aus Irland stammenden Missionar Fursa übergeben, der hier – vermutlich – ein Kloster, Cnobheresburg, gründete, das vom 7. bis zum 11. Jahrhundert n. Chr. bestanden haben soll.

## Kastell
Da das Lager von Caister wahrscheinlich über eine gemischte Besatzung aus Infanteristen, Kavalleristen und Flottenangehörigen verfügte, war es etwas größer als die zu dieser Zeit üblichen Kohortenkastelle. In seiner Konstruktion ähnelt es stark dem Kastell Branodunum an der Nordküste von Norfolk. Es handelt sich im Wesentlichen um ein leicht verzogenes, quadratisches Kastell mit abgerundeten Ecken (Spielkartenform), ausgeführt in der Bauweise des 2. Jahrhunderts. Die Befestigung maß ca. 175 m × 175 m und bedeckte eine Fläche von ca. 3,5 ha. In seiner Entstehungszeit war es wohl mit zahlreichen Gebäuden bebaut (Kommandantenhaus, Kasernen, Scheunen, Werkstätten, Lager, Ställe), die zum Standard einer mittelkaiserzeitlichen Befestigung gehörten. Die bisher innerhalb der Festung aufgedeckten römischen Gebäude, wiesen besonders durch die jahrhundertelange landwirtschaftliche Tätigkeit starke Zerstörungen auf.

### Umwehrung
Das Kastell wurde auf einer eiszeitlichen Gletschermoräne aus Sand und Ton erbaut. Die Fundamente des Kastellwalls bestanden aus größeren Feuersteinen die direkt auf dem Lehmuntergrund verlegt wurden. Die aus lokalem Flint und anderem Steinmaterial von der nahen Küste erbaute, 2,9 m breite Wehrmauer wurde durch eine innere Erdrampe verstärkt bzw. damit auf ihrer ganzen Länge begehbar gemacht. Sie erreichte ursprünglich eine Höhe von vier bis fünf Meter. An allen vier Seiten war sie vermutlich von einem Tor mit zwei innen angesetzten, quadratischen Flankentürmen durchbrochen. Über dem mit zwei Durchfahrten versehenen Südtor befand sich eine kleine, 1,8 m × 1,6 m messende Wachstube. Die Mauerecken waren durch quadratische Türme verstärkt. Spuren eines dieser – innen angesetzten – Ecktürme konnten in der SO-Ecke beobachtet werden.

### Grabensystem
Das Lager war in einer Entfernung von 2,7 m zusätzlich als Annäherungshindernis von zwei Spitzgraben umgeben, von denen der äußere im frühen 4. Jahrhundert noch beträchtlich erweitert und vertieft wurde. Ein Teil des inneren 4,9 m–5,5 m breit und 1,8 m tiefen Grabens ist auch auf einer Länge von 41,5 m auch heute noch sichtbar, der Rest ist von einer modernen Straße überbaut. Vermutlich war er auch zusätzlich durch eine hölzerne Palisade abgesichert worden. Pfostenlöcher am Südtor lassen annehmen, dass er mit einer Holzbrücke überspannt war. Der äußere, in seinem Umfang etwas größere Graben, ist durch eine drei Meter breite Berme vom inneren Graben getrennt. Er war zwischen zehn und elf Meter breit.

### Lagerstraßen
Das Lagerinnere wurde wahrscheinlich durch einen geradlinigen Straßenraster unterteilt. Von den Lagerstraßen konnten jedoch nur zwei archäologisch nachgewiesen werden. Die gepflasterte Straße in Richtung Norden, ausgehend vom südlichen Tor entlang der Hauptachse des Lagers, war ca. zehn Meter breit und durch eine Rinne in zwei Fahrbahnen geteilt. Ein Abschnitt an der NO-Ecke beobachteten, von Ost nach West verlaufenden Straße war ca. fünf Meter breit und von Abzugsgräben flankiert.

### Gebäude 1
Am Südwall wurde ein von Ost nach West ausgerichtetes, einstöckiges, ca. 45 m langes und 8,5 m breites Gebäude, unterteilt in sechs Räume unterschiedlicher Größe, entdeckt. Ein weiterer Gebäudeflügel schloss sich im Norden an. Gebäude 1, wie es von den Ausgräbern benannt wurde, wurde um 300 n. Chr. an der Stelle eines früheren Holzgebäudes errichtet und diente wohl anfangs zu repräsentativen Zwecken. Im Laufe der Zeit wechselte es aber mehrmals seine Funktion (Wohn- und Wirtschaftsgebäude). Aschespuren deuteten darauf hin, dass der Bau im späten 4. Jahrhundert teilweise durch einen Brand zerstört und nicht mehr repariert bzw. aufgebaut wurde. Das Gebäude wurde anfänglich als Mansio für Seeleute und als Bordell interpretiert. Diese Ansicht gilt heute aber als überholt. Die Bauten gehörten mit ziemlicher Sicherheit zu den Funktionsbauten des Kastells (Praetorium ?). In seinem nur kurzen Bestand hatte es wohl nacheinander mehrere Funktionen, zuerst als komfortables Wohnhaus (der Gips der Innenwände war mit aufwendigen Mustern bemalt), als Werkstatt und als Metzgerei, inne.
Seine 0,69 m und 0,76 m breite Fundamente bestanden aus einer schmalen Lage von Feuerstein. Die 0,5 m breiten Wände waren in Fachwerktechnik aufgezogen, bedeckt wurde es von einem Ziegeldach. Im Norden war es durch einen Hof und im Norden und einer gepflasterten Straße im Süden begrenzt. An der Südseite fand sich weiteres Mauerwerk, das als Rest eines Portikus oder Stützmauer für die Wallrampe angesehen wurde. Raum 2 des Westflügels war mit einer Hypocaustenheizung ausgestattet. Das Hypocaust ist eher ungewöhnlich aufgebaut. Im Wesentlichen handelt es sich um eine einfache Schlauchheizung mit zwei sich kreuzenden Kanälen in der Mitte des Raumes. Nur an den Rändern stand der Boden auf Ziegelstützen (pilae). Auf dem Tonboden fand man Weizenkörner. Als das Gebäude nicht mehr zu Wohnzwecken genutzt wurde, diente es zuletzt anscheinend als Kornspeicher. In einem der Zimmer fand sich auch eine Feuerstelle aus Steinplatten. Im Nordflügel konnte ein sechs Meter breiter Korridor freigelegt werden, der entlang seiner südlichen und östlichen Seiten um einen rechteckigen Innenhof herumführte. Im Innenhof wurden auch die Überreste des älteren Vorgängerbaues aus Holz und Mauerwerk, ein 2,4 m messendes Wasserbecken und eine Darre zur Getreidetrocknung entdeckt.

## Garnison
Die Festung beherbergte vermutlich Marinesoldaten der Classis Britannica und evtl. eine gemischte Truppe aus Reitern (Equites stablesiani) und Infanteristen. Insgesamt wohl zwischen 500 und 1000 Mann. Sie sollten Plünderer und Piraten abwehren. Da das Kastell nicht in der Notitia Dignitatum angeführt ist und dessen antiker Name auch in anderen Schriftquellen nicht überliefert wurde, sind seine Besatzungseinheiten jedoch bis dato unbekannt geblieben.

## Hafen und Vicus
Vom Südtor aus führte eine geschotterte Straße zu einem kleinen Hafen. Westlich des römischen Hafens konnten noch die Reste einer Zivilsiedlung, ein sog. vicus, lokalisiert werden.

## Verkehrsverbindungen
In der näheren Umgebung des Kastells konnten bislang keine antiken Straßen ausfindig gemacht werden. Dennoch müssen solche zum Hauptort der Region, Venta Icenorum (Caistor by Norwich) im Westen, und nach Branodunum (Brancaster) im Nord-Westen existiert haben. Die Verbindung zum benachbarten Kastell Gariannum (Burgh Castle) wurde wohl primär über den bequemeren und schnelleren Seeweg aufrechterhalten. Der Weg nach Venta Icenorum dürfte über Land ca. 31 km lang gewesen sein. Er führte über den Fluss Yare in die Region von Norwich. Der Yare selbst wurde, wie schon erwähnt, ebenfalls von den Römern als Versorgungs- und Transportroute genutzt. Wegen seines gewundenen Laufes verlängerte sich die Reise jedoch auf ca. 46 km. Die postulierte Straße nach Brampton dürfte etwa 32 km lang gewesen sein, die Strecke auf dem Fluss Bure 39 km.

## Kult und Religion
Im inneren des Kastells konnte eine Statue des Merkur, der römische Götterbote und Beschützer des Handels, gefunden werden. Eine bronzene Votivtafel, die wohl ursprünglich auf einen Tempel oder der Wand eines Götterschreins angebracht war, wurde etwas außerhalb der Festung geborgen. Die darauf befindliche Inschrift berichtet von einem Mann namens Aurelius Atticianus der gegenüber Merkur sein Gelübde erfüllt hatte.

## Hinweis
Im archäologischen Park von Caister on Sea können ein Teil des Wehrgrabens, die Überreste von Gebäuden und des Südtores sowie dessen linker Torturm besichtigt werden. Der Fundplatz steht heute unter der Aufsicht der English Heritage.